# PJ Morton
 (mai 2025).
PJ Morton, né Paul Morton Jr. le 29 mars 1981 à La Nouvelle-Orléans, est un chanteur et musicien américain.
Il signa notamment chez Young Money Entertainment avant d'intégrer le groupe Maroon 5 où il remplace Jesse Carmichael, le pianiste synthétiseur, lorsqu'il décide de quitter temporairement le groupe afin de se concentrer sur sa carrière solo. Adam Levine aide le talentueux PJ Morton à se faire connaître en lui accordant la première partie lors des concerts de la tournée mondiale Overexposed aux côtés notamment de Robin Thicke lors de leur concert dans le stade de Paris-Bercy le 19 janvier 2014.